# Dialekt południowo-zachodniobiałoruski
     Północno-wschodnie
     Południowo-zachodnie
     Gwary środkowobiałoruskie
     Poleskie (gwary zachodniopoleskie)
     Zasięg gwar białoruskich (1903, Karski)
     Wschodnia granica zasięgu rosyjskich gwar zachodnich (1967, Zachawara, Arłowa)
     Granica pomiędzy gwarami białoruskimi i ukraińskimi (1980, Biaŭzienka)

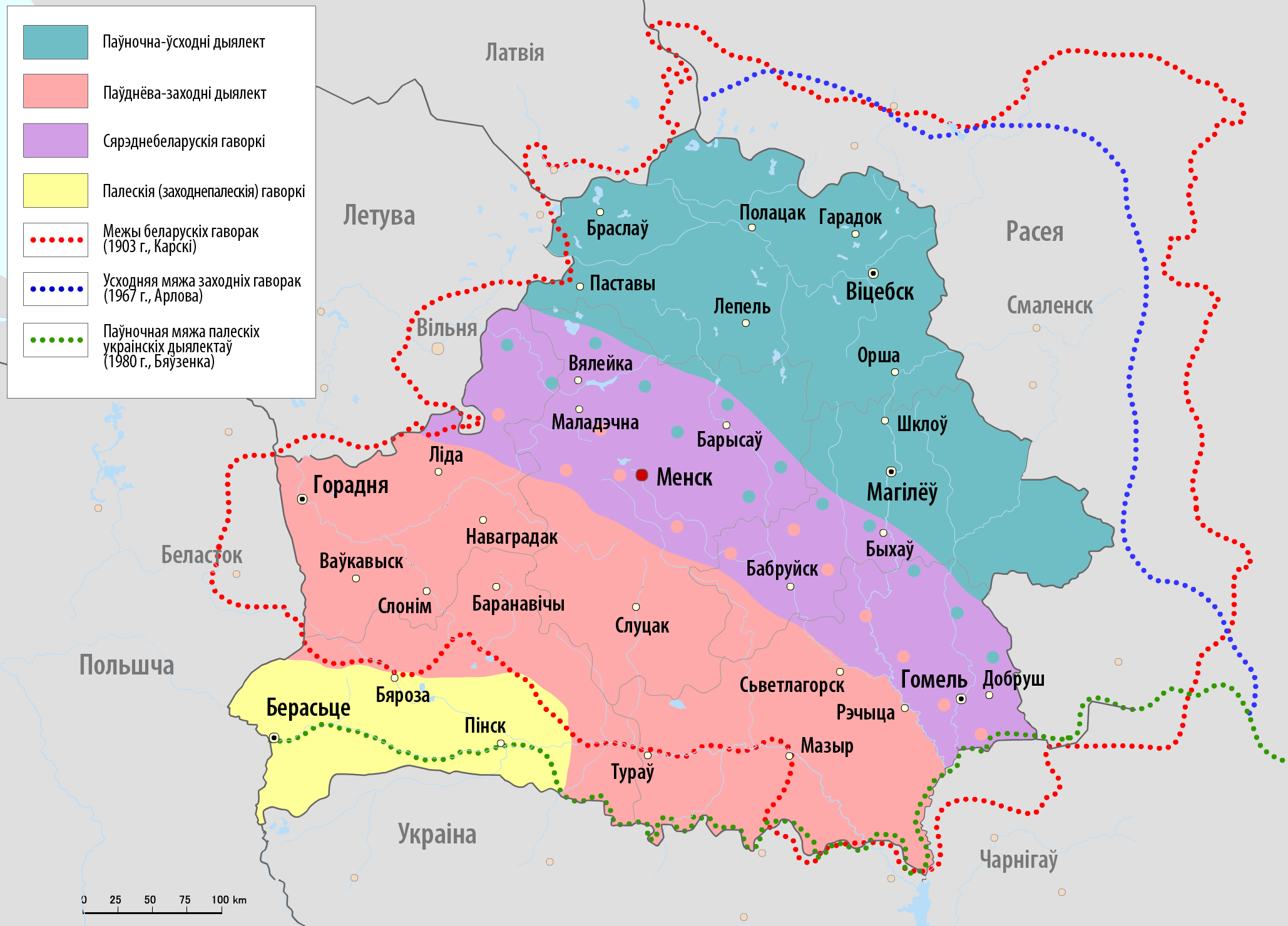
Gwary języka białoruskiego
Północno-wschodnie
Południowo-zachodnie
Gwary środkowobiałoruskie
Poleskie (gwary zachodniopoleskie)
Linie
Zasięg gwar białoruskich (1903, Karski)
Wschodnia granica zasięgu rosyjskich gwar zachodnich (1967, Zachawara, Arłowa)
Granica pomiędzy gwarami białoruskimi i ukraińskimi (1980, Biaŭzienka)

Dialekt południowo-zachodniobiałoruski (biał. паўднёва-заходні дыялект беларускай мовы) – jeden z dwóch podstawowych dialektów białoruskich, obok dialektu północno-wschodniobiałoruskiego, od którego jest on oddzielony pasem przejściowych gwar środkowobiałoruskich. Stanowi część wschodniosłowiańskiego kontinuum dialektalnego i pod względem językowym nawiązuje do poleskich dialektów północnoukraińskich.

## Cechy językowe
Dialekt południowo-zachodniobiałoruski odróżnia się od północno-wschodniego następującymi cechami fonetycznymi:
- akanie jak w literackim języku białoruskim, np. nahá, vadá, z’aml’á, nah’í, vadý, z’aml’í wobec akania dysymilatywnego na północnym wschodzie[2],
- dyftongi u̯o, i̯e na miejscu akcentowanych dawnych wzdłużonych *o, *e oraz *ě (jać), np. su̯ol, sóli; vu̯oz, vóza, m’u̯od, si̯eno, li̯es[2],
- połączenia spółgłoski z jotą w wyrazach takich, jak pałoz’je, kałos’je, zbožja lub pojedyncze spółgłoski, np. pałoz’e, kałos’e, zboža; wobec podwojonych spółgłosek w dialekcie północno-wschodnim, np. pałoz’z’e, kałos’s’e, zbožža[2].

Z cech morfologicznych przeciwstawiających dialekt północno-wschodni południowo-zachodniemu można wymienić następujące:
- końcówka narzędnika l. poj. rzeczowników żeńskich -oju lub -eju, np. sc’anóju, žanóju, z’aml’óju, z’aml’eju wobec -oj na północnym wschodzie[2],
- końcówka mianownika i biernika l. mn. rzeczowników nijakich -a, np. s’óła, vókna, słóva, palá, jahn’áta, podobnie jak w języku literackim, a w opozycji do gwar północno-wschodnich z końcówką -y/-i, np. s’óły, vókny, słóvy, palí, jahn’áty i języka literackiego[2],
- końcówka -om w celowniku l. mn. rzeczowników męskich, jak w języku literackim, np. l’asóm, damóm, wobec północno-wschodniej -am, np. k l’esám, nyžam[2],
- podobnie końcówka -oχ w miejscowniku l. mn. rzeczowników męskich, np. u l’asóχ, u damóχ wobec -aχ w gwarach północno-wschodnich, np. u l’isáχ, u damáχ[3],
- końcówka -e w 3. os. l. poj. czasu teraźniejszego czasowników I koniugacji, np. jon n’as’é, b’aré wobec północno-wschodniego jon n’as’ec’, b’aréc’[3].